# Mạch ngừng thi công bê tông toàn khối
Mạch ngừng thi công bê tông toàn khối là vị trí gián đoạn kỹ thuật, đồng thời là mối nối, trong điều kiện bất khả kháng: không thể đảm bảo điều kiện đúc bê tông liên tục, của công tác thi công bê tông toàn khối. Việc xử lý mạch ngừng để thi công bê tông tiếp theo của cấu kiện rất quan trọng.

### Bố trí mạch ngừng theo phương đứng trong sàn sườn

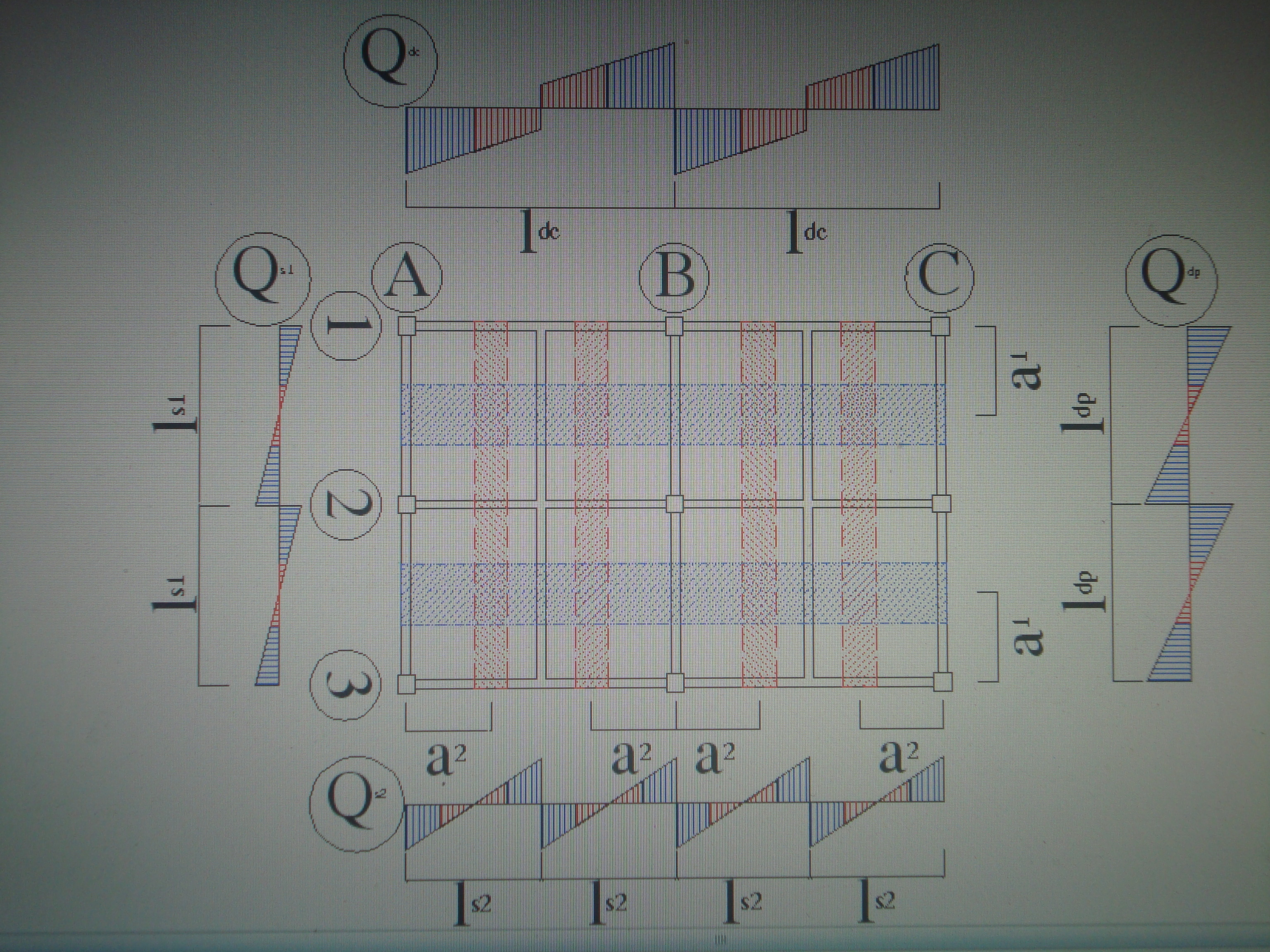
Các vùng có thể bố trí mạch ngừng đứng cắt qua dầm chính (gạch đỏ) và cắt qua dầm phụ (gạch xanh).